# Wayne O. Burkes
Wayne O. Burkes (geboren am 6. Dezember 1929 in Philadelphia, Mississippi; gestorben am 5. Mai 2020 in Kosciusko, Mississippi) war ein republikanischer amerikanischer Politiker. Er war Mitglied des Surface Transportation Boards.

## Leben
Wayne Burkes besuchte bis 1950 die Arlington High School in Philadelphia. Anschließend studierte er am Mississippi College und erlangte 1955 einen Abschluss als Bachelor of Arts. Danach arbeitete er als Versicherungsvertreter bei der Allstate Insurance Company bis 1963. Am New Orleans Baptist Theological Seminary studierte er bis 1966 und erreichte den Abschluss als Master of Divinity. 1974 machte er am Mississippi College den Master of Education. Später wurde ihm vom College der Legum Magister ehrenhalber verliehen.
Von 1966 bis 1989 war er Pastor an der Bolton Baptist Church in Bolton, daneben arbeitete er von 1969 bis 1976 am Hinds Community College als Lehrer, Berater und Verwaltungsleiter.
1976 wurde das Mitglied der Republikanischen Partei ins Repräsentantenhaus von Mississippi gewählt. Danach war er ab 1980 bis 1989 Staatssenator. Von 1989 bis 1999 war Burkes Beauftragter für den Transportbereich im Central District des Staates Mississippi. Am 6. Januar 1999 wurde er von US-Präsident Bill Clinton für den bisher von Gus Owen gehaltenen Sitz in der Regulierungsbehörde Surface Transportation Board nominiert. Seine Bestätigung durch den Senat der Vereinigten Staaten erfolgte am 22. Februar desselben Jahres. Er war bis zum 20. März 2003 Mitglied dieser Behörde. Sein Nachfolger wurde Francis P. Mulvey.
Wayne Burkes war von 1956 bis 1989 Pilot bei der Mississippi Air National Guard. Unter anderem war er in Vietnam eingesetzt. Ab 1986 bekleidete er den Rang eines Major General. Er flog acht verschiedene Flugzeugtypen, unter anderem die Lockheed C-141 und die North American B-25, und hatte über 7000 Flugstunden.
Die erste Ehefrau von Wayne Burkes verstarb 1993. Mit ihr hatte er zwei Söhne. 1999 heiratete er erneut. Er war ehrenamtlich bei den Boy Scouts of America, dem Rotary Club, der National Guard Association of Mississippi sowie weiteren Organisationen tätig.